# Ірландський тер'єр
Ірландський тер'єр (ірл. Brocaire Rua) — порода собак з Ірландії, одна з багатьох порід тер'єрів. Ірландський тер'єр вважається однією з найдавніших порід тер'єрів. Дублінська виставка собак у 1873 році була першою, на якій виділено окремий клас для ірландських тер'єрів. До 1880-х років ірландські тер'єри були четвертою за популярністю породою в Ірландії та Великобританії.
Ірландський тер'єр — це активна собака компактних розмірів, яка підходить для життя як у селі, так і в місті. Його жорстка червона шерсть захищає його від будь-якої погоди.

## Опис

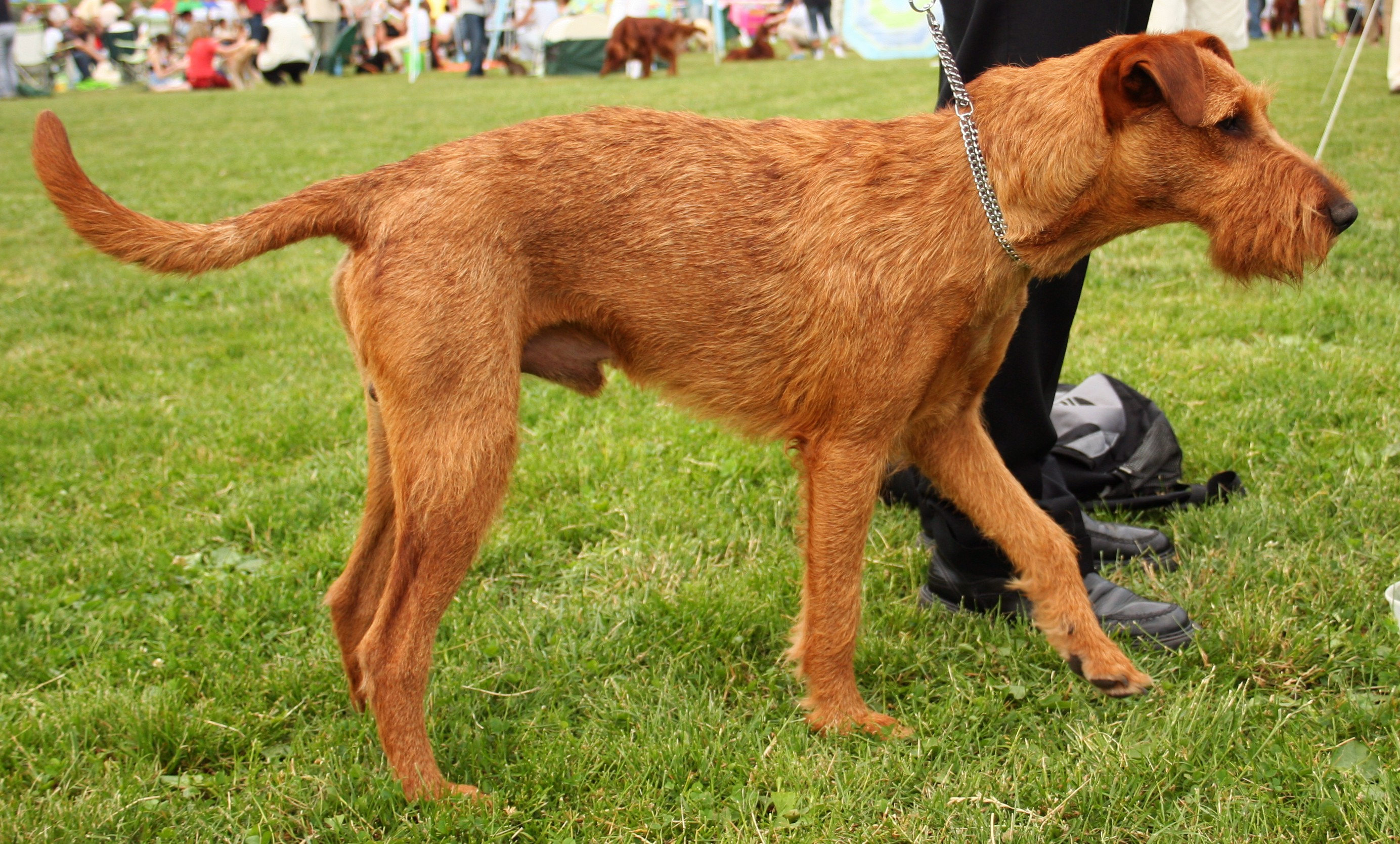
Ірландський тер'єр з не купірованим хвостом

### Зовнішній вигляд
Стандарти породи описують ідеального ірландського тер'єра як пишного, рудого і прямокутного.
Пишний: ірландський тер'єр має виглядати потужним, але не міцним чи важким.
Прямокутний: обриси ірландського тер'єра помітно відрізняються від інших тер'єрів.
Тіло ірландського тер'єра пропорційно довше, ніж у фокстер'єра. Характерна глибока грудна клітка.
Раніше хвіст зазвичай купірували відразу після народження приблизно на дві третини початкової довжини. У країнах, де купірування заборонено, судді звертають увагу на положення хвоста. Хвіст повинен починатися досить високо, але він не повинен стирчати прямо вгору або скручуватися на спині чи будь-якій стороні тіла.
Вуха маленькі, складені. Бажано, щоб вони були трохи темнішими за іншу шерсть.

#### Шерсть і колір

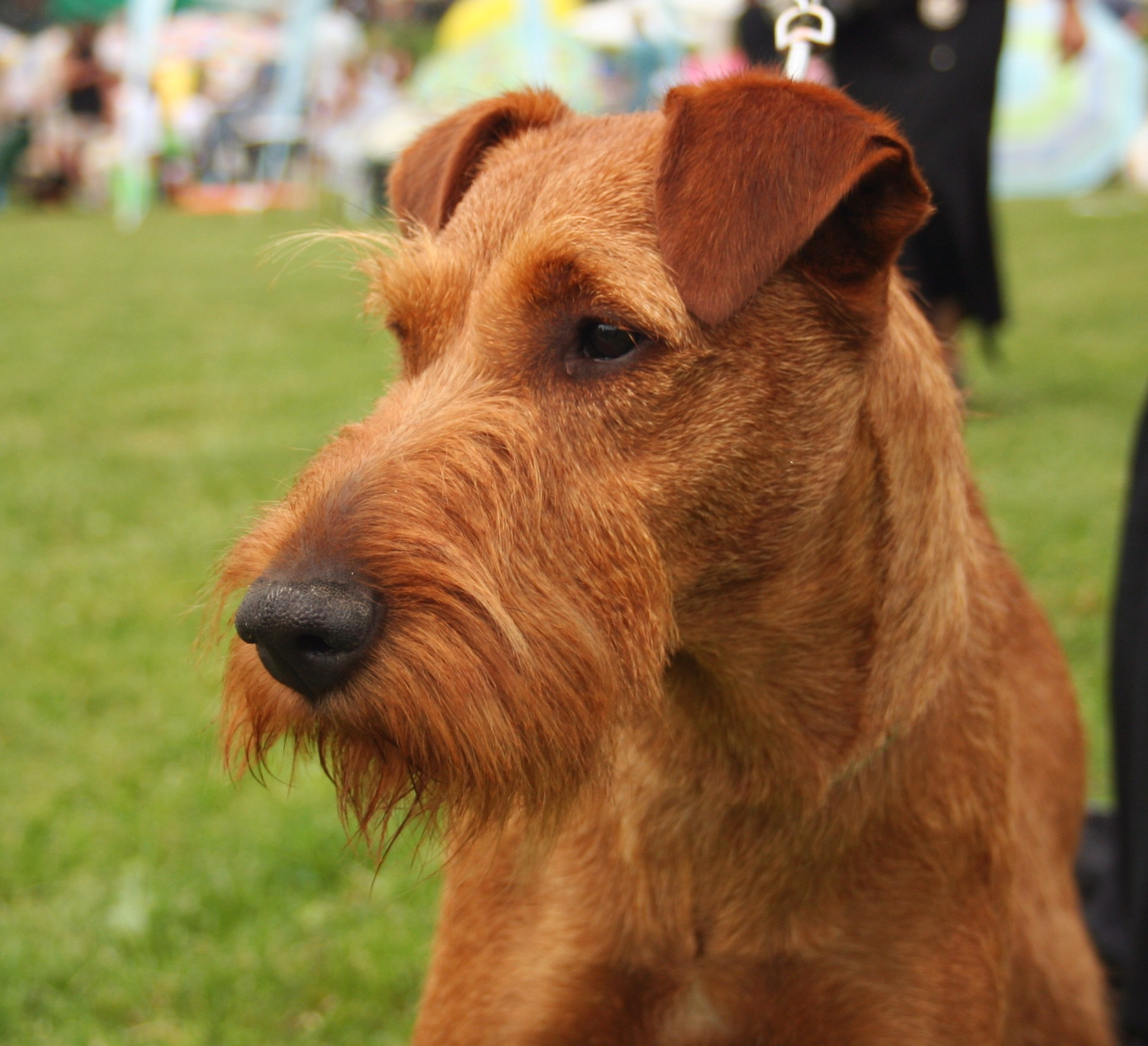
Положення вух згідно з стандартом породи

Ірландський тер'єр має золотисто-руде, червоно-пшеничне або пшеничне забарвлення. Темно-червоний часто помилково вважають єдино правильним кольором. Як і у багатьох інших однотонних порід, на грудях допускається невелика пляма білого кольору. Але при цьому біле не повинно з'явитися в інших місцях. У міру дорослішання ірландського тер'єра то тут, то там може з'явитися сиве волосся.
На лапах може бути довше волосся, але не таке довге, як у дротяного фокстер'єра чи шнауцера. Це означає, що власнику доведеться часто підстригати шерсть, що може коштувати дорого.
Внутрішня частина шерсті, яка називається підшерстям, також повинна бути рудою. Шерсть повинна бути досить щільною і такою, щоб «при розбиранні пальцями шкіри майже не було видно».
Правильно підстрижений ірландський тер'єр повинен мати деяку пухнастість на ногах і голові. Трохи довша шерсть на передніх лапах повинна утворювати рівномірні стовпи, тоді як на задніх лапах має бути лише трохи довша шерсть і не підстрижена надто близько до шкіри. Підборіддя підкреслюється невеликою борідкою. Борода не повинна бути такою густою, як у шнауцера.
Очі повинні бути темно-карими й досить маленькими з «вогненним» виразом. Очі доповнені доглянутими бровами. Вся голова повинна мати хорошу пігментацію.

#### Розмір
У більшості країн є описи порід, які стверджують, що ірландський тер'єр не повинен бути вищим за 48 см у холці. Однак нерідко можна побачити самок, які 50-53 см заввишки. Молодші покоління ближче до ідеалу, але в цьому є і зворотна сторона: коли ірландський тер'єр дуже маленький і з легкими кістками, він втрачає правильний пишний тип.
Дуже рідко можна зустріти ірландських тер'єрів, які важать всього 11-12 кг, як зазначено в оригінальному описі породи Kennel Club. 13 кг для жіночої особини та 15 кг для чоловічої особини прийнятні.

### Темперамент

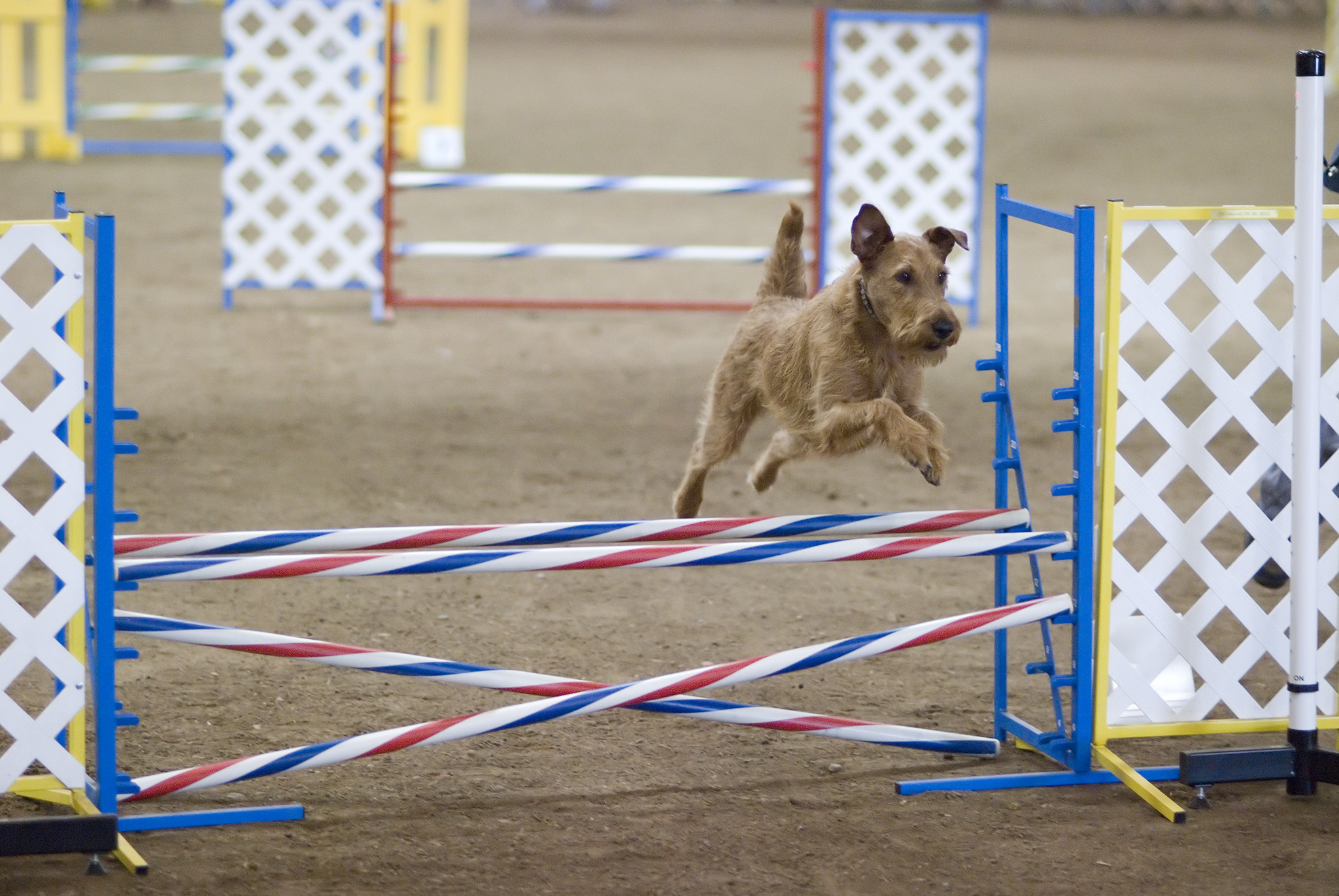
Стрибок спритності

Ірландські тер'єри — активні собаки, їм потрібні постійні розумові та фізичні випробування. Добре навчені ірландські тер'єри можуть добре займатися різними собачими видами спорту. Ірландський тер'єр повний життя, але не гіперактивний.
Ірландські тер'єри добре ладнають з людьми. У них дуже розвинене почуття лояльності, і важливо, щоб у них був сильний відповідальний лідер, до якого вони відчувають природну повагу. Ірландським тер'єрам потрібні фізичні навантаження, в ідеалі їм слід надавати принаймні 1-1,5 години вправ на день. Не рекомендується заводити тер'єра, якщо ви не готові приділити достатньо часу вигулюванню.
Ірландським тер'єрам подобається тренуватися, нові завдання легко освоюються, а їжа та іграшки працюють так само добре, як мотивація. Ірландські тер'єри менше прагнуть догодити людям, ніж деякі інші породи, але розумні та насолоджуються вирішенням головоломок. Вони найкраще реагують на послідовне, засноване на винагороді навчання від спокійної, авторитетної людини. Як і з іншими породами собак, ніколи не слід застосовувати насильство — натомість використовуйте відволікання та винагороджуйте поведінку, яку ви хочете досягти. Шукаючи дресувальника, слід шукати людину, яка має досвід роботи з тер'єрами.
Ірландські тер'єри часто прагнуть домінувати над іншими собаками. Як і будь-яка собака, погано соціалізовані особини можуть починати бійки, тому рання соціалізація є необхідністю. Більшість із них мають сильні охоронні інстинкти.
Ірландські тер'єри мають гарний нюх і можуть навчитися відстежувати запах тварин або людини. Багато ірландських тер'єрів люблять змагання з курсінгу, хоча вони не мають права брати участь у змаганнях, як гончі. У Фінляндії один ірландський тер'єр є кваліфікованим собакою-рятувальником, який спеціалізується на рятувальній справі на морі.

## Історія

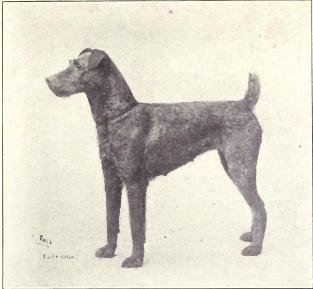
Ірландський тер'єр близько 1915 року

Походження породи невідоме. Вважається, що він походить від чорно-підпалих собак типу тер'єрів Великобританії та Ірландії, так само як керрі-блакитний та ірландський м'якошерстий пшеничний тер'єр в Ірландії або валлійський, лейклендський і шотландський тер'єри у Великобританії. Існує також припущення, що ця порода може мати спільні кровні лінії з ірландським вовкодавом.
Ф. М. Джоветт пише в The Irish Terrier, 'Our Dogs' Publishing Co. Ltd., Манчестер, Англія, 1947 р. — 7-ме видання: Старий ірландський письменник описує їх як вартових бідняків, друзів фермерів і улюбленців джентльменів… Цих собак спочатку розводили не стільки заради їх зовнішнього вигляду, скільки заради їх робочих якостей і гри. Ірландський тер'єр за своїм інстинктом є наполегливим вбивцею шкідників. Раніше вони були всіх типів і всіх кольорів — чорно-підпалий, сіро-тигровий, пшеничний усіх відтінків і переважали червоні кольори. Очевидно, що колір чи розмір не мали значення, якщо вони були витривалими та дичиною."
Правильний процес селекції породи почався лише в кінці 19 століття. Час від часу їх демонстрували, іноді в одному класі, іноді в окремих класах для собак вагою до 9 фунтів і більше.
Перший клуб породи був заснований в Дубліні в 1879 році. Ірландські тер'єри були першими членами групи тер'єрів, яких Англійський кінологічний клуб визнав аборигенною ірландською породою — це сталося незадовго до кінця 19 століття. Перші ірландські тер'єри були вивезені до США наприкінці 19 століття і швидко стали популярними.

## Догляд

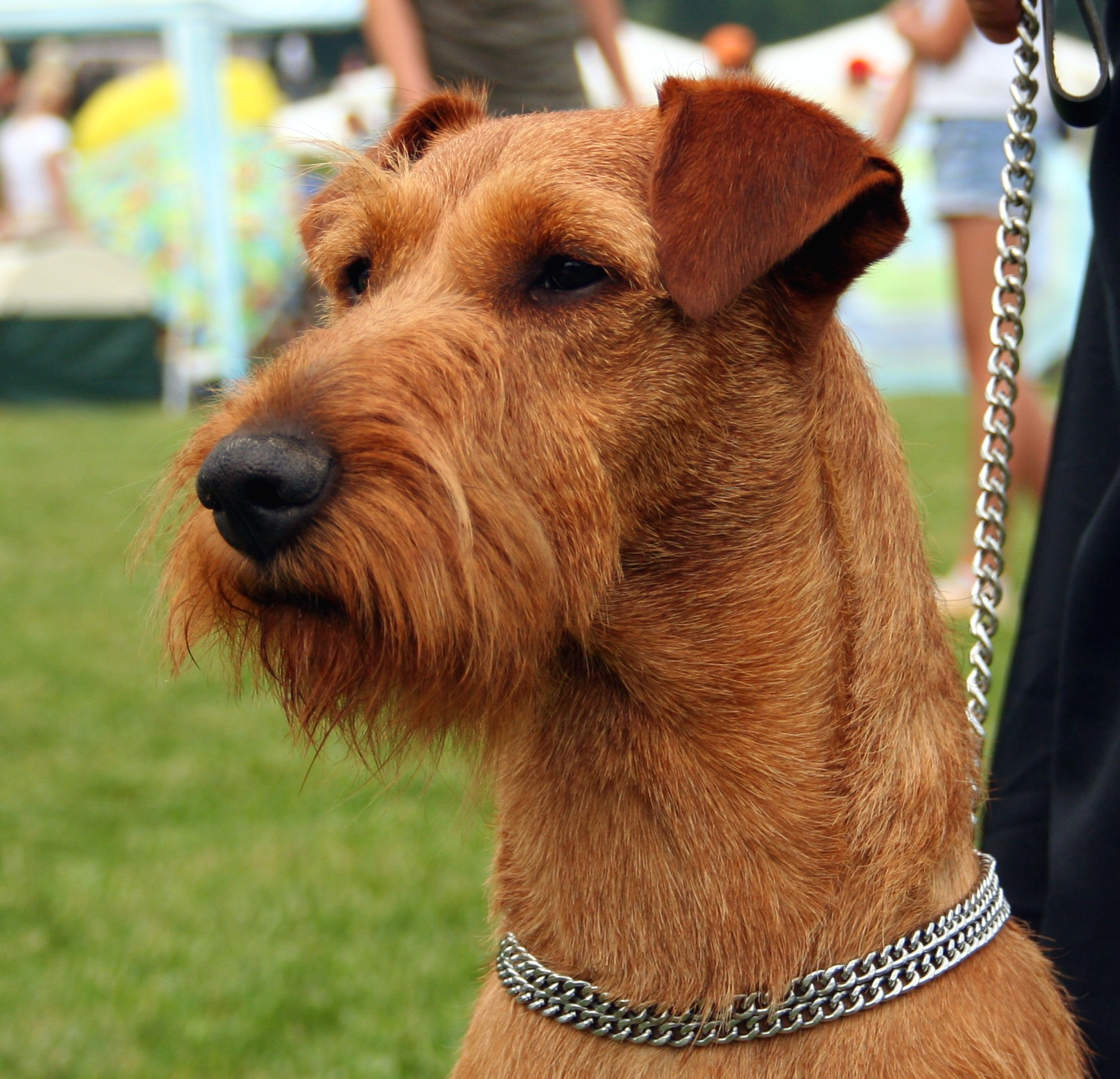
Ірландський тер'єр

При правильному догляді шерсть ірландського тер'єра захистить собаку від дощу та холоду. Ірландський тер'єр, за яким правильно доглядають, не линяє. Жорстку шерсть досить легко доглядати, домашніх собак (а не виставкових) потрібно «роздягати» лише один або два рази на рік.
Щоб зберегти стійкість до атмосферних впливів, шерсть потрібно знімати вручну або за допомогою неріжучого ножа. Це не зашкодить собаці, якщо зробити це правильно. Утримання іншою рукою шкіри над очищеною частиною натягнутою допомагає, особливо там, де шкіра більш пухка, наприклад, на животі та грудях. Не рекомендується різати шерсть — натомість краще використати пальці або неріжучий ніж. Якщо шерсть стригти, вона втрачає колір і стає м'якшою, таким чином втрачаючи свої стійкі до погодних умов властивості. З цієї ж причини шерсть не слід мити занадто часто, оскільки миючі засоби забирають природний жир шкіри. Більшість ірландських тер'єрів потребують миття лише в разі забруднення.
Під час стрижки шерсть можна повністю «зняти», щоб залишити собаку в підшерсті, доки не відросте нова шерсть. Для вихованця це потрібно робити не рідше двох разів на рік. Коли потрібна шерсть показової якості, цього можна досягти різними способами. Перший — «згортання шерсті», тобто тримінг собаки кожні X тижнів для видалення мертвої шерсті. Перед виставою потрібен досвідчений тример, щоб сформувати форму голови та ніг.
Деяким ірландським тер'єрам у дитинстві потрібно тренувати вуха.

## Здоров'я

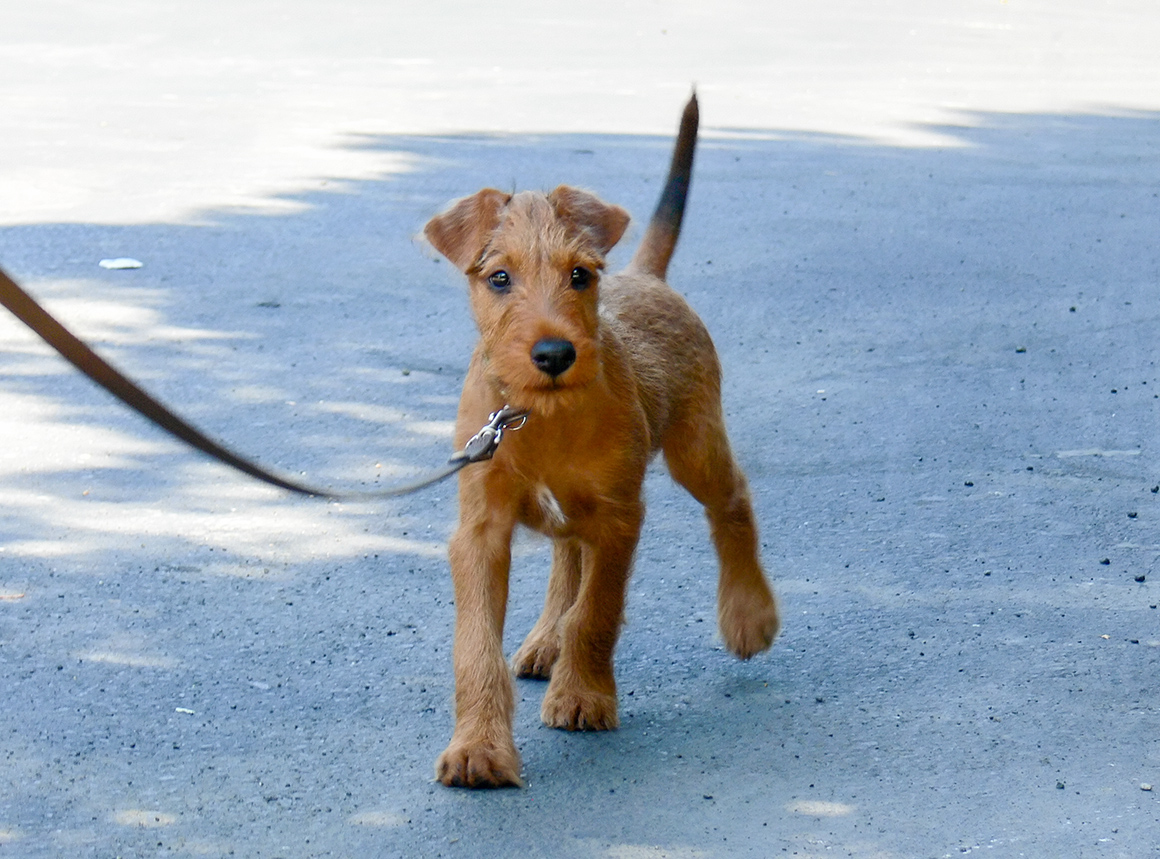
Цуценя ірландського тер'єра

Ірландський тер'єр в цілому здорова порода. Тривалість життя становить близько 13-14 років.
Пропорції жодним чином не перебільшені, тому проблеми з очима чи диханням виникають рідко. Більшість ірландських тер'єрів не виявляють ознак алергії на харчові продукти.
У 1960-х і 1970-х роках були проблеми з гіперкератозом, захворюванням, яке спричиняло мозолі та сильний біль. Сьогодні загальновідомо, які собаки перенесли хворобу, і поважні заводчики більше не використовують ці кровні лінії. Дослідження здоров'я, проведене Клубом ірландських тер'єрів Америки, показало більшу, ніж очікувалося, частоту гіпотиреозу та катаракти. Не вистачає перевірених осіб, щоб робити якісь висновки.

## В мистецтві та культурі
- У фільмі «Зяблик» 2021 року з Томом Хенксом у головній ролі знято породу ірландського тер'єра Гудієр.
- Книги Джека Лондона «Джеррі з островів» і «Майкл, брат Джеррі» розповідали про ірландських тер'єрів, які, згідно з родоводами, записаними на початку книги, могли насправді існувати.
- У фільмі Firehouse Dog 2007 року головним героєм є ірландський тер'єр.
- Колишній прем'єр-міністр Канади Вільям Лайон Маккензі Кінг володів кількома ірландськими тер'єрами (всіх звали Пет).
- Університет Нотр-Дам використовував ірландського тер'єра як свій талісман до 1960-х років, коли його замінив лепрекон Нотр-Дам. Собаки мали різні імена, останнє з яких було Клешмор Майк. Два ірландських тер'єри зображені у вапняку на східній частині Зали випускників.